# Koronowo
Pour les articles homonymes, voir Koronowo (homonymie).
Koronowo est une ville de Pologne, située dans la voïvodie de Couïavie-Poméranie, sur la Brda. Elle est le chef-lieu de la gmina de Koronowo dans le powiat de Bydgoszcz.